# John Henry Collier
John Henry Collier (3 mei 1901 – Pacific Palisades (Los Angeles), 6 april 1980) is een van oorsprong Brits schrijver die bekend is geworden met het publiceren van korte verhalen in het tijdschrift The New Yorker in de jaren dertig, veertig en vijftig. Enkele van zijn korte verhalen, waaronder "Behekst geld" en "Hondenweer", werden in de jaren 50 in het Nederlands vertaald.

## Boeken van Collier
- His Monkey Wife: or Married to a Chimp (1930) (roman)
- Fancies and Goodnights (1951) (korte verhalen)

- Biblioteca Nacional de España: XX891696
- Bibliothèque nationale de France: cb11897328f (data)
- CiNii: DA02938184
- Gemeinsame Normdatei: 121502732
- International Standard Name Identifier: 0000 0001 1671 9608
- Library of Congress Control Number: n80125752
- Nationale Bibliotheek van Letland: 000071924
- Bibliotheek van het Japanse parlement: 00436369
- Nationale Bibliotheek van Tsjechië: xx0002436
- Nationale Bibliotheek van Israël: 987007594511405171
- Nederlandse Thesaurus van Auteursnamen: 071924841
- Istituto Centrale per il Catalogo Unico: MILV316296
- SNAC: w6765jvs
- Système universitaire de documentation: 026794837
- Virtual International Authority File: 73851560
- WorldCat: E39PBJdrF7Wh4RvvwwY8bvy68C